# 尼亞茲·伊利亞索夫
尼亞茲·伊利亞索夫（俄语：Нияз Ильясов，1995年8月10日—），俄羅斯柔道運動員，他代表俄羅斯奧林匹克委員會隊參加了日本舉行的2020年夏季奧林匹克運動會，並且在男子100公斤級比賽上獲得銅牌。